# Agamerion eupelmoideum
Agamerion eupelmoideum är en stekelart som beskrevs av Girault 1925. Agamerion eupelmoideum ingår i släktet Agamerion och familjen puppglanssteklar. Inga underarter finns listade i Catalogue of Life.